# جورج كوان (رجل أعمال)
جورج كوان (بالإنجليزية: George Cowan)‏ هو شخصية أعمال وكيميائي أمريكي، ولد في 15 فبراير 1920 في ورسستر في الولايات المتحدة، وتوفي في 20 أبريل 2012 في لوس ألاموس في الولايات المتحدة.

## وصلات خارجية
- جورج كوان على موقع إن إن دي بي (الإنجليزية)